# Saint-Symphorien-sur-Coise
Saint-Symphorien-sur-Coise è un comune francese di 3 511 abitanti situato nel dipartimento del Rodano della regione Alvernia-Rodano-Alpi.

## Società

### Evoluzione demografica
Abitanti censiti